# Твір картографії
Твір картографії (картографічний твір) — твір у галузі відображення об'єктів природи і суспільства в певній картографічній проєкції із застосуванням картографічних умовних знаків (креслення, карта, атлас, ескіз, макет тощо)
Картографічні твори можуть бути: первинними — утвореними за результатами зйомки або складені за матеріалами, які
не є картами; похідними — складеними за раніше створеними.
Картографічні твори поділяються на дві основні групи:
- загальногеографічні — відображають географічні явища, в тому числі рельєф, гідрографію, населені пункти, господарські об'єкти, комунікації тощо;
- тематичні — відображають розташування, взаємозв'язок та динаміку природних явищ, населення, економіки, соціальну сферу.

## Авторські права на твори картографії
В Україні, відповідно до п. 12 ст. 8 Закону України «Про авторське право і суміжні права» вони є об'єктами авторського права.
Охороняються такі картографічні твори:
- всі види атласів, карт, планів, картосхем незалежно від їх форми та виду носія інформації;
- аерокосмофотокарти, аерокосмофотоплани, аерокосмофотосхеми, їх похідна продукція;
- цифрові карти і плани (цифрові моделі місцевості), інша картографічна інформація на машинних носіях, їх програмне забезпечення;
- картографічний зміст глобусів, рельєфні карти і плани, похідні пластичні твори;
- рекламна картографічна продукція;
- схеми, ескізи, ілюстрації, що стосуються географії, топографії, картографії, архітектури тощо[4].